# Yun Sung-bin
Yun Sung-bin, né le 23 mai 1994 à Jinju, est un skeletoneur sud-coréen.
En remportant le titre olympique à Pyeongchang en 2018, il devient le premier Sud-Coréen à remporter une médaille aux Jeux d'hiver dans une autre discipline que les épreuves de patinage.

## Biographie
Il a débuté à pratiquer le skeleton en 2012 et a fait rapidement son entrée en équipe nationale à l'hiver 2012-2013 après avoir remporté un tournoi national. Après avoir gagné une épreuve de la Coupe intercontinentale fin 2013, il prend part aux Jeux olympiques de 2014, terminant seizième en simple. Il fait ensuite ses premiers pas dans la Coupe du monde en décembre 2014 à Whistler et atterrit directement sur son premier podium, à la troisième place. Il est ainsi le premier skeletoneur sud-coréen à monter sur un podium de Coupe du monde. Il remporte sa première course dans l'élite en février 2016 à Saint-Moritz.
En 2016, il est vice-champion du monde derrière Alexander Tretiakov et devant la légende Martins Dukurs pour devenir le premier médaillé sud-coréen aux Championnats du monde.
En 2018, il devient le premier champion olympique asiatique de skeleton. Il ajoute à ce triomphe la victoire au classement général de la Coupe du monde, ayant gagné cinq manches cet hiver.

## Palmarès
| Compétitions / Année    | Compétitions / Année    | 2014 | 2015 | 2016 | 2017 | 2018 | 2019 | 2020 | 2021 | 2022 |
| ----------------------- | ----------------------- | ---- | ---- | ---- | ---- | ---- | ---- | ---- | ---- | ---- |
| Jeux olympiques d'hiver | Jeux olympiques d'hiver | 16e  | -    | -    | -    | 1er  | -    | -    | -    | 12e  |
| Champ. du monde         | Ind.                    | JO.  | 8e   | 2e   | -    | JO.  | 3e   | 6e   | 17e  | -    |
| Champ. du monde         | Mixte                   | JO.  | -    | -    | -    | JO.  | -    | -    | -    | -    |
| Coupe du monde          | Coupe du monde          | -    | 6e   | 2e   | 2e   | 1er  | 2e   | 3e   | 17e  | -    |

### Coupe du monde
- 1 globe de cristal en individuel : vainqueur en 2018.
- 37 podiums individuels : 10 victoires, 15 deuxièmes places et 12 troisièmes places.

 Dernière mise à jour le 22 janvier 2021 

#### Détails des victoires en Coupe du monde
| Édition   | Piste                                                | Total |
| 2015-2016 | Saint-Moritz                                         | 1     |
| 2016-2017 | Whistler                                             | 1     |
| 2017-2018 | Park City Whistler Winterberg Altenberg Saint-Moritz | 5     |
| 2018-2019 | Saint-Moritz Calgary                                 | 2     |
| 2019-2020 | Winterberg                                           | 1     |